# Jonathan Osorio
Jonathan Osorio (* 12. Juni 1992 in Toronto, Ontario) ist ein kanadisch-kolumbianischer Fußballspieler.

## Karriere

### Verein
Vom SC Toronto wechselte er im September 2012 in die Academy vom Toronto FC. Hier rückte er Ende Februar 2013 dann schließlich auch in den Kader der ersten Mannschaft vor. Mit diesen wurde er in den darauffolgenden Jahren drei Mal nationaler Pokalsieger sowie jeweils einmal MLS-Cup-Gewinner und Gewinner des MLS Supporters’ Shield. Zum Ende der Saison 2022 lief sein Vertrag aus und es ist noch unklar, was er in seiner Karriere nun danach macht.

### Nationalmannschaft
Sein Debüt in der kanadischen A-Nationalmannschaft hatte er am 28. Mai 2013 bei einer 0:1-Freundschaftsspielniederlage gegen Costa Rica. Hier wurde er in der 70. Minute für Samuel Piette eingewechselt. Nur ein paar Monate danach stand er dann auch im Kader der Mannschaft beim Gold Cup 2013, kam hier in keinem seiner drei Spiele in der Gruppenphase für seine Mannschaft zu einem Sieg. Nach weiteren Freundschaftsspielen kam er dann im Juni 2018 auch erstmals in einem Qualifikationsspiel für die Weltmeisterschaft 2018 zum Einsatz. Danach folgten auch noch zwei Spiele beim Gold Cup 2015. Es folgten noch einmal ein paar wenige Spiele im Jahr 2016 und bei seinem dritten Gold Cup in der Ausgabe 2017, kam er dann sogar nur zu einem Einsatz.
Nach ein paar Spielen in der Nations League in den darauffolgenden Jahren gelang ihm bei seiner nunmehr vierten Teilnahme (2019) an einem Gold Cup erstmals in einem Spiel von ihm auch ein Sieg. Am Ende erreichte er mit seinem Team auch das Viertelfinale.
Ab Juni 2021 kam er für seine Mannschaft dann auch in der Qualifikation für die Weltmeisterschaft 2022 zum Einsatz. Beim Gold Cup 2021 kurz danach schaffte er es mit seinem Team diesmal bis in das Halbfinale. Danach folgten noch zahlreiche Spiele der Qualifikation für die Weltmeisterschaft, an dessen Ende er sich mit seinem Team für die Endrunde qualifizieren konnte. Hierfür wurde er dann auch im November 2022 in finalen Kader berufen. Bei der 0:1-Niederlage gegen Belgien, kam er dann auch erstmals bei dem Turnier zum Einsatz.